# Samobójstwo kwantowe i nieśmiertelność
Samobójstwo kwantowe – eksperyment myślowy w mechanice kwantowej i filozofii fizyki. Wedle autorów może obalić każdą interpretację mechaniki kwantowej inną niż interpretacja wieloświatu Everetta za pomocą wariantu eksperymentu myślowego kota Schrödingera z punktu widzenia kota. Nieśmiertelność kwantowa odnosi się do subiektywnego doświadczenia przetrwania kwantowego samobójstwa. Czasami przypuszcza się, że ta koncepcja ma zastosowanie również do rzeczywistych przyczyn śmierci.
Większość ekspertów uważa, że ani eksperyment, ani związana z nim idea nieśmiertelności nie mają odniesienia do prawdziwego świata. Jako eksperyment myślowy samobójstwo kwantowe jest ćwiczeniem intelektualnym, w którym abstrakcyjne założenia prowadzą do logicznych konsekwencji tylko po to, aby udowodnić teoretyczny punkt widzenia. Praktycznie wszyscy fizycy i filozofowie nauki, którzy je opisali, zwłaszcza w popularyzatorskich opracowaniach, podkreślają, że opiera się ona na wymyślonych, wyidealizowanych okolicznościach, które mogą być niemożliwe lub niezmiernie trudne do zrealizowania w prawdziwym życiu, a jego teoretyczne przesłanki są kontrowersyjne nawet wśród zwolenników interpretacji wieloświatów. Tak więc, jak ostrzega kosmolog Anthony Aguirre, „[…] byłoby skrajnie głupie (i samolubne) pozwolić, aby ta możliwość kierowała własnymi działaniami w każdej kwestii życia i śmierci”.

## Historia
Hugh Everett nie wspomniał w żadnej ze swoich prac o kwantowym samobójstwie ani o kwantowej nieśmiertelności. Jego praca była pomyślana jako rozwiązanie paradoksów mechaniki kwantowej. Biografia Everetta autorstwa Eugeniusza Szychowcewa stwierdza, że „Everett mocno wierzył, że jego teoria wielu światów gwarantuje mu nieśmiertelność: jego świadomość, jak twierdził, jest zobowiązana na każdym rozgałęzieniu do podążania tą ścieżką, która nie prowadzi do śmierci”. Peter Byrne, autor biografii Everetta, oznajmił, że Everett również prywatnie omawiał kwantowe samobójstwo (takie jak granie w rosyjską ruletkę i przetrwanie w zwycięskiej gałęzi), ale dodaje, że „jest jednak mało prawdopodobne, aby Everett podpisał się pod tym poglądem [kwantową nieśmiertelnością], ponieważ jedyną pewną rzeczą, jaką gwarantuje, jest to, że większość twoich kopii umrze, co nie jest racjonalnym celem”.
Naukowcom eksperyment myślowy został przedstawiony przez Euana Squiresa w 1986 roku. Następnie został opisany w niezależnej publikacji przez Hansa Moraveca w 1987 i Bruno Marchala w 1988. Został on również opisany przez Huw Price’a w 1997 roku, który przypisał go Dieterowi Zehowi i niezależnie formalnie przedstawiony przez Maxa Tegmarka w 1998 roku. Został później omówiony przez filozofów Petera J. Lewisa w 2000 roku i Davida Lewisa w 2001 roku.

## Eksperyment myślowy
Eksperyment myślowy o kwantowym samobójstwie wygląda podobnie do kota Schrödingera – pudło, które w określonym czasie zabija osobę znajdującą się w środku z prawdopodobieństwem równym połowie ze względu na niepewność kwantową. Jedyna różnica polega na tym, że eksperymentator rejestrujący obserwacje znajduje się w pudełku. Znaczenie tego jest takie, że ktoś, kogo życie lub śmierć zależy od kubitu, mógłby ewentualnie rozróżnić interpretacje mechaniki kwantowej. Z definicji stali obserwatorzy nie mogą.
Na początku pierwszej iteracji przy obu interpretacjach prawdopodobieństwo przeżycia eksperymentu wynosi 50%, zgodnie z kwadratem normy funkcji falowej. Na początku drugiej iteracji, zakładając, że jednoświatowa interpretacja mechaniki kwantowej (jak szeroko rozpowszechniona interpretacja kopenhaska) jest prawdziwa, funkcja falowa już się załamała, tak więc, jeśli eksperymentator już nie żyje, istnieje 0% szansy na przeżycie dla dalszych iteracji. Jeśli jednak interpretacja wielu światów jest prawdziwa, z konieczności istnieje superpozycja żywego eksperymentatora (podobnie jak umierającego). Otóż, pomijając możliwość życia po śmierci, po każdej iteracji tylko jedna z dwóch superpozycji eksperymentalnych – ta żywa – jest zdolna do jakiegokolwiek świadomego doświadczenia. Odkładając na bok filozoficzne problemy związane z indywidualną tożsamością i jej trwałością, w ramach interpretacji wielu światów eksperymentator, a przynajmniej jedna jego wersja, nadal istnieje poprzez wszystkie swoje superpozycje. Innymi słowy jedna wersja eksperymentatora przetrwa wszystkie iteracje eksperymentu. Ponieważ superpozycje, w których pewna wersja eksperymentatora żyje, występują z konieczności kwantowej (według interpretacji wielu światów), wynika z tego, że ich przetrwanie, po dowolnej możliwej do zrealizowania liczbie iteracji, jest fizycznie konieczne; stąd pojęcie nieśmiertelności kwantowej.
Wersja eksperymentatora, który przeżył, stoi w ostrym kontraście z implikacjami interpretacji kopenhaskiej, zgodnie z którą chociaż wynik przeżycia jest możliwy w każdej iteracji, jego prawdopodobieństwo zbliża się do zera wraz ze wzrostem liczby iteracji. Zgodnie z interpretacją wielu światów powyższy scenariusz ma odwrotną właściwość: prawdopodobieństwo życia pewnej wersji eksperymentatora jest z konieczności równe 1 dla dowolnej liczby iteracji.
W książce Our Mathematical Universe Max Tegmark przedstawia trzy kryteria, które w skrócie musi spełniać eksperyment kwantowego samobójstwa:
- Generator liczb losowych musi być kwantowy, a nie deterministyczny, aby eksperymentator wszedł w stan superpozycji bycia martwym i żywym.
- Eksperymentator musi zostać uśmiercony (lub przynajmniej nieprzytomny) w skali czasu krótszej niż ta, w której może stać się świadomy wyniku pomiaru kwantowego[b].
- Eksperyment musi z pewnością zabić eksperymentatora, a nie tylko go zranić[14].

## Analiza wykonalności w rzeczywistym świecie
W odpowiedzi na pytania o „subiektywną nieśmiertelność” z normalnych przyczyn śmierci Tegmark zasugerował, że wadą tego rozumowania jest to, że umieranie nie jest wydarzeniem binarnym, jak w eksperymencie myślowym. Jest to postępujący proces z kontinuum stanów zmniejszającej się świadomości. Twierdzi, że w większości rzeczywistych przyczyn śmierci doświadcza się stopniowej utraty samoświadomości. Tylko w ramach abstrakcyjnego scenariusza obserwator odkrywa, że przeciwstawia się wszelkim przeciwnościom. Odnosząc się do powyższych kryteriów, rozwija to w następujący sposób: „Większość wypadków i najczęstszych przyczyn śmierci wyraźnie nie spełnia wszystkich trzech kryteriów, co sugeruje, że mimo wszystko nie poczujesz się nieśmiertelny. W szczególności, jeśli chodzi o kryterium 2, w normalnych okolicznościach umieranie nie jest kwestią binarną, w której jesteś żywy albo martwy [...] Tym, co sprawia, że kwantowe samobójstwo działa, jest to, że wymusza nagłą zmianę”.